# Съблет (окръг)
Окръг Съблет (на английски: Sublette County) е окръг в щата Уайоминг, Съединени американски щати. Площта му е 12 784 km², а населението – 9769 души (2016). Административен център е град Пайндейл.